# Меренра I
Меренра I — давньоєгипетський фараон з VI династії.

## Життєпис
Був найстаршим сином Пепі I, хто лишився живим на момент смерті останнього, й онуком першої давньоєгипетської візира-жінки Небет. Його матір'ю була Анхнесмеріра I, з якою Пепі одружився вже у другій половині свого царювання. Імовірно, він деякий час був співправителем свого батька.

### Продовження підкорення Нубії
Меренра продовжував просування на південь, розпочате за правління його батька, інкорпоруючи нові землі у Північній Нубії, звідки до Єгипту надходили золото, страусове пір'я, шкіри пантер, слонова кістка та чорне дерево. З цією метою воєначальник Уна був призначений «Начальником Півдня». Елефантинським князям було доручено захист Єгипту від неспокійних племен Північної Нубії.
Північна Нубія була у той час вже настільки замиреною, що фараон Меренра міг особисто прибути туди та прийняти висловлення вірності від вождів племен маджаїв, вават і єртет.

## Заупокійний комплекс Меренри

### Піраміда

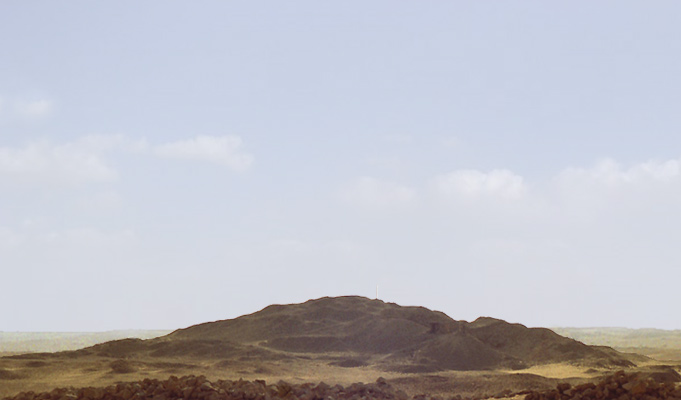
Сучасний стан піраміди Меренри

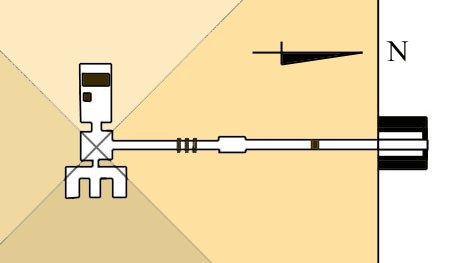
План внутрішніх кімнат піраміди Меренри

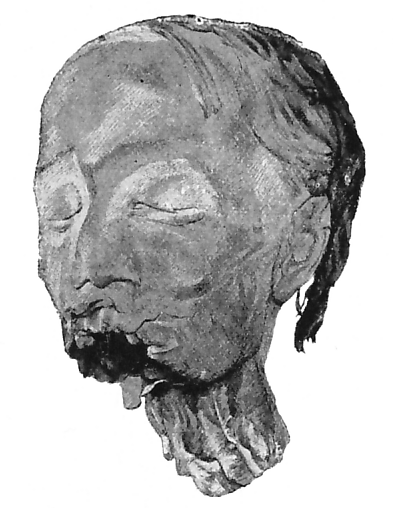
Мумія, знайдена в піраміді Меренри I

Свою піраміду Меренра збудував у Саккарі за 450 метрів на південний схід від піраміди свого батька. Піраміда, що отримала назву Ха-нофер («Прекрасний схід сонця»), мала основу 78,75 × 78.75 м й висоту 52.5 метри, що на той час стало стандартними розмірами.
Підземні кімнати піраміди Меренри мають схоже розташування із внутрішніми камерами монумента його батька. Вхід розташований на рівні землі в центрі північної сторони піраміди, де були знайдені кутові камені вхідної молельні. Стелю поховальної камери було прикрашено білими зірками на чорному тлі. Західна стіна мала кольоровий рельєф з мотивом хиж із тростини, а серед уламків було знайдено багато фрагментів Текстів пірамід, які, на думку єгиптологів, мало чим відрізняються від текстів піраміди Пепі I.
Саркофаг Меренри з чорного базальту було виявлено біля західної стіни поховальної камери; він гарно зберігся, має непошкоджену кришку. Ніша для канопів була вмонтована у підлогу.

#### Будівлі навколо піраміди
Нині піраміда настільки пошкоджена, що план заупокійного храму, мощеної дороги й нижнього храму долини невідомий. Джон Перрінг вивчав піраміду Меренри у 30-х роках XIX століття й написав у своїх звітах про оздоблювальні блоки з білого вапняку, згадав руїни огорожі з глинобитної цегли та 250 метрів мощеної дороги, що проходила повз комплекс піраміди Джедкари Ісесі у напрямку до східної межі пустелі. Однак нині їх уже неможна побачити — всі руїни занесені піском.

### Мумия
1881 року археологічна експедиція під керівництвом Гастона Масперо, що працювала над розчисткою поховальної камери Меренри I, виявила там мумію, яку керівник експедиції ідентифікував, як таку, що належить фараону Меренрі I. Мумія була вилучена з піраміди й надіслана до Єгипетського музею в Каїрі. Однак під час транспортування мумія розвалилась на дві частини.